# 1967 na televisão
Nesta página encontram-se os fatos, estreias e términos sobre televisão que aconteceram durante o ano de 1967.

## Eventos

### Fevereiro
- 13 de fevereiro — A televisão chega ao estado brasileiro de Mato Grosso e é inaugurada a TV Centro América, afiliada da Rede Tupi e da TV Excelsior em Cuiabá, sendo a primeira emissora de televisão do estado.

### Março
- 2 de março — É inaugurada a TV Vila Rica, afiliada da TV Excelsior em Belo Horizonte, Minas Gerais.
- 24 de março — Formação da Rede Globo, junto com as emissoras do Rio de Janeiro, São Paulo e Bauru.
- 27 de março — É inaugurada a TV Guajará, afiliada da Rede de Emissoras Unidas em Belém, Pará.

### Maio
- 13 de maio — É inaugurada a TV Bandeirantes, em São Paulo.

### Junho
- 25 de junho — Uma apresentação da música "All You Need is Love", dos Beatles, é a primeira transmissão mundial de TV via satélite.

### Setembro
- 14 de setembro — Fundação da Rede de Emissoras Independentes, encabeçada pela TV Record em São Paulo e pela TV Rio no Rio de Janeiro.
- 30 de setembro—21 de outubro — A TV Record exibe a 3.ª edição do Festival de Música Popular Brasileira.

### Dezembro
- 27 de dezembro — É inaugurada a TV Iguaçu, afiliada da Rede de Emissoras Independentes em Curitiba, Paraná.

## Programas

### Janeiro
- 2 de janeiro — Estreia Angústia de Amar na Rede Tupi.
- 9 de janeiro — Estreia Yoshico, um Poema de Amor na Rede Tupi.

### Fevereiro
- 6 de fevereiro — Estreia O Morro dos Ventos Uivantes na TV Excelsior.
- 17 de fevereiro — Termina O Sheik de Agadir na Rede Globo.
- 20 de fevereiro
  - Termina O Rei dos Ciganos na Rede Globo.
  - Estreia A Rainha Louca na Rede Globo.
- 21 de fevereiro — Estreia A Sombra de Rebecca na Rede Globo.
- 25 de fevereiro — Termina Os Irmãos Corsos na Rede Tupi.
- 27 de fevereiro — Estreia A Intrusa na Rede Tupi.

### Março
- 4 de março — Estreia da primeira fase do Jornal da Globo na Rede Globo.
- 18 de março — Termina O Anjo e o Vagabundo na Rede Tupi.
- 20 de março — Estreia Meu Filho, Minha Vida na Rede Tupi.
- 23 de março — Termina A Intrusa na Rede Tupi.
- 24 de março — Estreia A Ponte de Waterloo na Rede Tupi.
- 25 de março — Estreia Família Trapo na TV Record.
- 31 de março — Termina Yoshico, um Poema de Amor na Rede Tupi.

### Abril
- 3 de abril — Estreia O Jardineiro Espanhol na Rede Tupi.
- 14 de abril — Termina Abnegação na TV Excelsior.
- 17 de abril — Estreia O Grande Segredo na TV Excelsior.
- 18 de abril — Estreia Oh, Que Delícia de Show na Rede Globo.
- 22 de abril — Termina Angústia de Amar na Rede Tupi.
- 24 de abril
  - Termina Riso Sinal Aberto na Rede Globo.
  - Estreia Paixão Proibida na Rede Tupi.
- 29 de abril
  - Termina O Jardineiro Espanhol na Rede Tupi.
  - Termina A Ponte de Waterloo na Rede Tupi.

### Maio
- 1.º de maio
  - Estreia O Pequeno Lord na Rede Tupi.
  - Estreia Éramos Seis na Rede Tupi.
- 13 de maio — Estreia Os Miseráveis na TV Bandeirantes.
- 15 de maio — Estreia Titulares da Notícia na TV Bandeirantes.

### Junho
- 2 de junho — Termina Éramos Seis na Rede Tupi.
- 3 de junho — Estreia A Hora Marcada na Rede Tupi.
- 23 de junho — Termina A Sombra de Rebecca na Rede Globo.
- 26 de junho — Estreia Anastácia, a Mulher sem Destino na Rede Globo.

### Julho
- 10 de julho
  - Termina A Hora Marcada na Rede Tupi.
  - Estreia Os Fantoches na TV Excelsior.
- 11 de julho — Estreia Encontro com o Passado na Rede Tupi.
- 17 de julho — Estreia O Tempo e o Vento na TV Excelsior.
- 22 de julho
  - Termina O Pequeno Lord na Rede Tupi.
  - Termina As Minas de Prata na TV Excelsior.
- 28 de julho — Termina O Morro dos Ventos Uivantes na TV Excelsior.
- 29 de julho — Termina Encontro com o Passado na Rede Tupi.
- 30 de julho — Termina Dercy Espetacular na Rede Globo.

### Agosto
- 4 de agosto — Estreia Dercy de Verdade na Rede Globo.
- 6 de agosto — Estreia Casamento na TV na Rede Globo.
- 25 de agosto — Termina Os Miseráveis na TV Bandeirantes.
- 30 de agosto — Termina Câmara Indiscreta na Rede Globo.
- 31 de agosto — Estreia Presídio de Mulheres na Rede Tupi.

### Setembro
- 15 de setembro — Estreia Além, Muito Além do Além na TV Bandeirantes.
- 22 de setembro — Termina Paixão Proibida na Rede Tupi.
- 25 de setembro — Estreia Os Rebeldes na Rede Tupi.
- 30 de setembro — Termina Meu Filho, Minha Vida na Rede Tupi.

### Outubro
- 2 de outubro — Estreia Estrelas no Chão na Rede Tupi.

### Dezembro
- 12 de dezembro — Estreia Sítio do Picapau Amarelo na TV Bandeirantes.
- 15 de dezembro — Termina O Grande Segredo na TV Excelsior.
- 16 de dezembro — Termina A Rainha Louca na Rede Globo.
- 18 de dezembro
  - Estreia Sublime Amor na TV Excelsior.
  - Estreia Sangue e Areia na Rede Globo.
  - Estreia O Homem Proibido na Rede Globo.
- 30 de dezembro
  - Termina Presídio de Mulheres na Rede Tupi.
  - Termina Estrelas no Chão na Rede Tupi.

## Nascimentos
| Data            | Nome                     | Profissão                                        | Nacionalidade                      | Observações | Ref |
| --------------- | ------------------------ | ------------------------------------------------ | ---------------------------------- | ----------- | --- |
| 2 de janeiro    | Tia Carrere              | atriz                                            | Estados Unidos                     |             |     |
| 8 de janeiro    | Guilherme Fontes         | ator e diretor                                   | Brasil                             |             |     |
| 2 de fevereiro  | Paula Burlamaqui         | atriz                                            | Brasil                             |             |     |
| 10 de fevereiro | Marcelo Serrado          | ator                                             | Brasil                             |             |     |
| 11 de março     | John Barrowman           | ator, cantor, apresentador, escritor e dançarino | Estados Unidos · Escócia (nasc.)   |             |     |
| 16 de março     | Lauren Graham            | atriz                                            | Estados Unidos                     |             |     |
| 28 de março     | Sérgio Loroza            | ator                                             | Brasil                             |             |     |
| 18 de abril     | Maria Bello              | atriz                                            | Estados Unidos                     |             |     |
| 23 de abril     | Melina Kanakaredes       | atriz                                            | Estados Unidos                     |             |     |
| 6 de maio       | Songsit Roongnophakunsri | cantor e ator                                    | Tailândia                          |             |     |
| 24 de maio      | Dana Ashbrook            | ator                                             | Estados Unidos                     |             |     |
| 1 de junho      | Celso Portiolli          | apresentador                                     | Brasil                             |             |     |
| 11 de junho     | Isabela Garcia           | atriz                                            | Brasil                             |             |     |
| 20 de junho     | Nicole Kidman            | atriz                                            | Austrália · Estados Unidos (nasc.) |             |     |
| 24 de junho     | Marcos Chiesa            | radialista e humorista                           | Brasil                             |             |     |
| 1 de julho      | Pamela Anderson          | atriz e modelo                                   | Estados Unidos · Canadá (nasc.)    |             |     |
| 25 de julho     | Matt LeBlanc             | ator                                             | Estados Unidos                     |             |     |
| 21 de agosto    | Carrie-Anne Moss         | atriz                                            | Canadá                             |             |     |
| 10 de setembro  | Nina Repeta              | atriz                                            | Estados Unidos                     |             |     |
| 29 de setembro  | Guilherme Piva           | ator                                             | Brasil                             |             |     |
| 22 de outubro   | Ana Beatriz Nogueira     | atriz                                            | Brasil                             |             |     |
| 6 de novembro   | Mylena Ciribelli         | jornalista                                       | Brasil                             |             |     |
| 29 de novembro  | Clara de Sousa           | jornalista                                       | Portugal                           |             |     |
| ?               | Augusto Madureira        | jornalista                                       | Portugal                           |             |     |

## Mortes
| Data          | Nome             | Profissão | Nacionalidade  | Observações | Ref |
| ------------- | ---------------- | --------- | -------------- | ----------- | --- |
| 9 de novembro | Charles Bickford | ator      | Estados Unidos | n. 1891     |     |